# Rubén Olivera
Rubén Olivera (Montevideo, 1983. április 5. –) uruguayi labdarúgó, jelenleg kölcsönben a Juventustól az olasz Genoa CFC középpályása.